# Gospelband Amio
Gospelband Amio is een Nederlandse gospelband uit Aalten opgericht in 1950. 
De bandleden komen uit Aalten en Winterswijk en vormen derhalve een typisch Achterhoekse band. In al die jaren is de band vele malen van bezetting veranderd en is het muzikale repertoire aangepast aan de tijd. Wat onveranderd is gebleven, is de achterliggende gedachte van de band: het overbrengen van het evangelie van Jezus Christus. Die boodschap wordt gebracht in Nederlands- en Engelstalige gospels.

## Geschiedenis
A.M.I.O. (Amateurs Muziek In Opbouw, kortweg Amio) werd in 1950 gevormd uit leden van de W.C.J.O., een mondorgelgroep met gitaarbegeleiding onder leiding van Wim Geesink. Een snel groeiende groep muzikanten met verschillende kwaliteiten. De meest enthousiaste leden bleven en speelden voor jeugdclubs (bij het kampvuur) en op Sint-Nicolaasfeestjes. In 1958 werd de eerste openbare uitvoering gegeven, die bestond uit muziek en een toneelstuk. In 1959 werd de tweede uitvoering gegeven en zo werd dit een jaarlijkse gebeurtenis.
Ook trok Amio de buurtschappen in met optredens voor Oranjeverenigingen, gymnastiekuitvoeringen en ontspanningsmiddagen voor bejaarden. Amio ging met de tijd mee, het toneelstuk werd vervangen door meerdere sketches, en daarmee begon het al op een "revue" te lijken. Kostuums, decors en alle attributen werden door de Amio-leden zelf vervaardigd.
In 1965 ging Amio naast revue ook dansmuziek maken. Een groep van vijf personen ging bruiloften en partijen met muziek opluisteren.
In 1967 werd Amio gevraagd mee te werken aan een kerkdienst in Markelo. Dit was de start van de naam A.M.I.O. singers, een groep jongeren die uitsluitend gospelmuziek ten gehore bracht.
Optredens vonden plaats in kerken, bejaardencentra, gevangenissen en openluchtdiensten door een groot deel van Midden- en Oost-Nederland.

## Werken

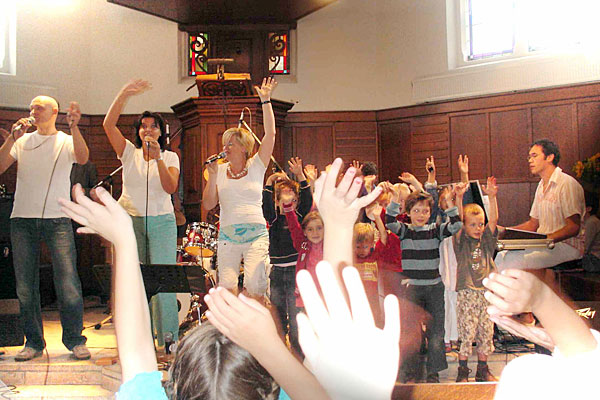
Schooldienst in Lichtenvoorde

De gospels zijn eigen werken, koorwerken of bewerkte popliedjes. De muziekstijlen lopen uiteen van ballades tot rock en van pop tot jazz. Ook heeft Amio enkele musicals geschreven en opgevoerd.
Begin jaren negentig werd een album opgenomen, Levenslabyrint.
Amio treedt vaak op in de Achterhoek en in Twente, maar is ook regelmatig verderop in het land te vinden.

## Levenslabyrint
De eerste cd die verscheen, bevatte:
1. Kingdom comes
2. Een reisgenoot
3. Wie zoekt, die vindt
4. Cry to heaven
5. Straight from the heart
6. De pessimist
7. Power of love
8. Ik ben maar een mens
9. Dank U Heer
10. Wat U voor ons hebt gedaan
11. Zo lief had God de wereld

(bonustrack)